# Филип Жилбер
Филип Жилбер (на френски: Philippe Gilbert) е белгийски професионален колоездач. Роден е Вервие, Белгия, на 5 юли 1982 година. Състезава се за американския отбор „BMC Racing Team“.
През 2009 г. Жилбер печели етап от Обиколката на Италия, а през 2011 г. и етап от Обиколката на Франция.

## Личен живот
В момента Жилбер живее в Монако. С бившата си съпруга Патриша Зеваерт той има двама сина, родени през 2010 г. и 2013 г.
По-малкият му брат Жером също е бил състезател по колоездене.